# 久喜市農業協同組合
久喜市農業協同組合（くきしのうぎょうきょうどうくみあい）は、かつて埼玉県久喜市（2010年〈平成22年〉3月の1市3町合併以前の市域）を管区としていた農業協同組合である。現在は1996年（平成8年）の合併を経て南彩農業協同組合として営業している。

## 概要
- 1948年（昭和23年） - 南埼玉郡久喜町、太田村、清久村、江面村にそれぞれ農業協同組合が設置される。
- 1954年（昭和29年） - 南埼玉郡久喜町、太田村、清久村、江面村が合併し新たに久喜町となる。
- 1962年（昭和37年） - 4月1日に久喜、太田、太田第一、清久、江面の農業協同組合が合併し久喜町農業協同組合となる。
- 1971年（昭和46年） - 久喜市制施行に伴い久喜市農業協同組合に名称変更。
- 1996年（平成8年） - 4月1日に埼玉県南埼玉郡を中心とする久喜市・菖蒲町・白岡町・蓮田市・宮代町・春日部市・岩槻市の農業協同組合が合併し南彩農業協同組合となり、現在に至る。

## 店舗
- 本店、江面支店、太田支店、清久支店、久喜営農経済センター、久喜給油所、太田なし直売所

※久喜市農業協同組合本店は南彩農業協同組合として合併後、久喜中央支店となり、その後建物を取り壊し現在は久喜農産物直売所「久喜キラリ直売館」となっている。